# فرانسیسکو مانسبو
فرانسیسکو مانسبو (اسپانیایی: Francisco Mancebo‎؛ زادهٔ ۹ مارس ۱۹۷۶) دوچرخه‌سوار اهل اسپانیا است. وی در مسابقات تور دو فرانس شرکت کرده است.